# نصوص نوزي

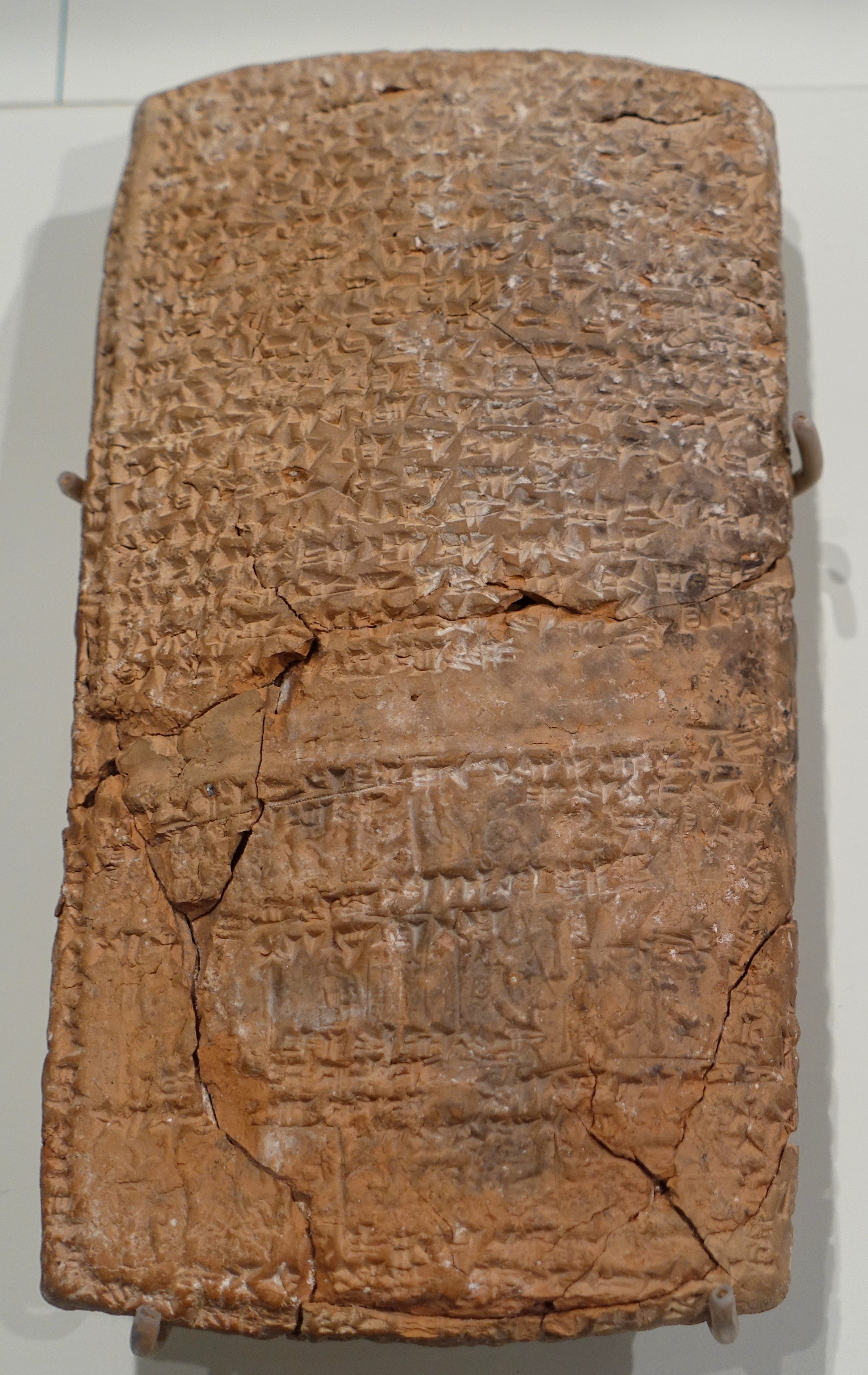
نزاع قانوني على أرض - نوزي

نصوص نوزي هي وثائق قديمة عُثر عليها أثناء التنقيب في نوزي، وهي مدينة في بلاد الرافدين، تقع جنوب غرب كركوك، بالقرب من نهر دجلة. وقد وُجدت على ألواح كتابة مسمارية مكتوبة بـاللغة الأكدية. يتكون الموقع من تل متوسط الحجم متعدد الفترات، وتلين صغيرين لفترة واحدة. تتكون النصوص في الغالب من وثائق قانونية وتجارية. وقد اعتُبرت في السابق دليلاً على قِدم وصحة أجزاء معينة من العهد القديم، وخاصة العصر الأبوي، لكن معظم العلماء يشككون الآن في هذا الربط.

## الموقع الأثري والألواح
بدأت الألواح من الموقع بالظهور منذ عام 1896، لكن الجهود الأثرية الجدية لم تبدأ إلا في عام 1925 بعد أن لاحظت غيرترود بيل ظهور الألواح في أسواق بغداد. وقد قاد الحفريات بشكل رئيسي إدوارد شيرا ‏، وروبرت بفيفر، وريتشارد ستار تحت رعاية المتحف العراقي ومدرسة بغداد التابعة للمدارس الأمريكية للبحث الشرقي ولاحقًا جامعة هارفارد ومتاحف هارفارد الفنية. استمرت الحفريات حتى عام 1931، ويحتوي الموقع على 15 مستوى استيطاني. نُشرت مئات الألواح والمكتشفات الأخرى في سلسلة من المجلدات، وما زالت مكتشفات جديدة تُنشر حتى اليوم.
حتى الآن، يُعرف حوالي 5000 لوح، أغلبها محفوظ في المعهد الشرقي، ومتحف الساميات، والمتحف العراقي في بغداد. الكثير منها وثائق قانونية وتجارية روتينية، وحوالي ربعها يتعلق بالمعاملات التجارية لعائلة واحدة. تعود الغالبية العظمى من المكتشفات إلى فترة الحوريون خلال الألفية الثانية قبل الميلاد، بينما تعود البقية إلى فترة تأسيس المدينة في عهد الإمبراطورية الأكدية. وقد عُثر على أرشيف معاصر لأرشيف الحوريين في نوزي في "القصر الأخضر" بموقع تل الفخار (العراق), 35 كيلومتر (22 ميل) جنوب غرب نوزي. وقد وُصفت هذه الألواح بأنها تُظهر أوجه تشابه بين الكتاب المقدس والثقافة الحورية، مثل جعل العبد وريثًا، واستخدام بديلة للزوجة العاقر. وكتب واين ت. بيتارد في تاريخ أكسفورد للعالم الكتابي: «إن ظهور أوجه تشابه من العصر البرونزي المتأخر مع بعض عادات الزواج والميراث والشعائر العائلية في سفر التكوين لا يمكن اعتباره دليلاً على أن هذه القصص تحفظ تقاليد قديمة من الألفية الثانية، إذ استمرت معظم هذه العادات في الألفية الأولى قبل الميلاد حين دُوِّنت روايات سفر التكوين. لذا فإن نصوص نوزي تؤدي وظيفة محدودة وذات طابع توضيحي في الغالب».